# Marco Wanderwitz
Marco Wanderwitz, né le 10 octobre 1975 à Chemnitz, est un homme politique allemand, membre de l'Union chrétienne-démocrate (CDU).

## Biographie
Marco Wanderwitz naît le 10 octobre 1975 à Chemnitz, en République démocratique allemande.
Il a une formation d'avocat.

## Parcours politique
Après avoir rejoint la Junge Union en 1990, il est élu député au Bundestag en 2002 et réélu à quatre reprises en 2005, 2009, 2013 et 2017 dans la circonscription saxonne de Chemnitzer Umland et Erzgebirgskreis II, originellement Chemnitzer Land et Stollberg jusqu'en 2009. Lors des élections fédérales de septembre 2021 où il mène la campagne de la CDU en Saxe, il est réélu au scrutin de liste mais battu dans sa circonscription par le candidat de l'AfD Mike Moncsek,.
Il exerce par ailleurs pour le quatrième cabinet Merkel la fonction de secrétaire d'État parlementaire du ministère fédéral de l'Intérieur de mars 2018 à février 2020 et celles de secrétaire d'État parlementaire du ministère fédéral de l'Économie et délégué du gouvernement fédéral pour les nouveaux Länder de février 2020 à décembre 2021.
Il annonce en 2024 quitter la politique au terme de son mandat  au Bundestag en raison des menaces régulières dont lui et son épouse sont victimes de la part de l'extrême droite.

## Prises de position
Dans le contexte de la crise de la dette publique grecque de 2010, Wanderwitz déclare dans une interview intitulée « Donnez-lui vos îles » que la Grèce pourrait privatiser des îles « si la Grèce ne peut pas respecter ses obligations ». La politicienne des Verts Kerstin Andreae a suggéré à Wanderwitz que Heligoland pourrait également être vendu afin de limiter la dette record de l'Allemagne.
En juin 2017, il vote avec la majorité des députés de son groupe contre l'autorisation du mariage homosexuel en Allemagne. En vue de l'élection du successeur d'Angela Merkel à la tête de la CDU en 2018, il apporte son soutien à Annegret Kramp-Karrenbauer. En décembre 2020, il s'exprime en faveur de Markus Söder pour succéder à cette dernière et être le candidat de la CDU à la chancellerie en 2021.
Selon les recherches menées par les journalistes du magazine Vice, Felix Dachsel et Robert Hofmann, qui ont mené une enquête approfondie sur l'« affaire azerbaïdjanaise »  qui fait référence à l'implication d'un certain nombre de responsables politiques des partis allemands CDU et CSU dans des affaires avec l'Azerbaïdjan et aux allégations de lobbying et de corruption qui y sont associées, Marco Wanderwitz, ainsi que d'autres responsables de l'Union, figuraient parmi les contacts dans des documents confidentiels de la société de lobbying affiliée au régime The European Azerbaïdjan Society.
En juin 2023, constatant l'évolution de l'Alternative pour l'Allemagne (AfD) dans les sondages, Marco Wanderwitz se déclare en faveur d'une procédure d'interdiction de ce parti. Néanmoins, il existe des obstacles importants à l'interdiction d'un parti en Allemagne, qui sont définis dans la Loi fondamentale. Ils sont destinés à prévenir l'arbitraire dans les interdictions d'un parti.

## Vie privée
En couple avec la députée Yvonne Magwas, il est le père de quatre enfants dont un fils qu'il a eu avec elle en 2019,,. Il est protestant.